# Institut national de recherche et de sécurité
 (janvier 2019).
Pour les articles homonymes, voir INRS.
En France, l'INRS de son nom complet Institut National de Recherche et de Sécurité est une association à but non lucratif, créée en 1947 sous l’égide de la Sécurité sociale (CNAM). 
L’INRS couvre la prévention des accidents du travail et des maladies professionnelles du régime général (entreprises de l’industrie, de la construction, du commerce et des services) soit 2,2 millions d’établissements et 18,4 millions de salariés. Son action s'inscrit dans le cadre des orientations de la branche AT/MP de la Caisse nationale de l'assurance maladie (CNAM) et des priorités des pouvoirs publics, définies par une convention d’objectif et de gestion entre la branche et l’État.

## Historique et budget
Jusqu'en 2021, son budget était d'environ 80 millions d'euros, financé en quasi-totalité par l'Assurance maladie, via le Fonds national de prévention des accidents du travail et des maladies professionnelles (FNPAT). Le FNPAT est alimenté par les « cotisations accidents du travail / maladies professionnelles » (AT/MP) des entreprises qui cotisent au régime général de la Sécurité sociale. 
De 2022 à 2024, l'INRS fonctionne avec un budget provisoire faute de nouvelle convention d'objectifs et de gestion (COG). Ainsi, faute de nouveau budget prévu par une convention, la Cnam a alloué 80 % du budget de la précédente convention (celle de 2018-2022), qui avait fixé un budget annuel de 79 millions d'euros. Ainsi, en 2023, et malgré une rallonge accordé au second semestre, il a finalement manqué 12 millions d’euros par rapport à ce qu’avait demandé l'Institut. 

## Organisation
L'Institut est géré par un conseil d'administration paritaire composé à part égale d'un collège représentant les employeurs et d'un collège représentant les salariés, présidé alternativement (tous les deux ans) par un membre d’un de ses collèges.

### Conseil d'administration
Les administrateurs titulaires sont  :
- confédération française démocratique du travail (CFDT) ;
- confédération française de l'encadrement - Confédération générale des cadres (CFE-CGC) ;
- confédération française des travailleurs chrétiens (CFTC) ;
- confédération générale du travail (CGT) ;
- force ouvrière (CGT-FO) ;
- mouvement des entreprises de France (Medef) ;
- union des entreprises de proximité (U2P) ;
- confédération des petites et moyennes entreprises (CPME).

Les membres de droit sont (sans droit de vote) :
- le directeur de la direction générale du travail (ministère chargé du Travail) ;
- le directeur de la Sécurité sociale représentant le ministre chargé des Affaires sociales ;
- le directeur du budget représentant le ministre chargé du budget ;
- le directeur de la Caisse nationale de l'assurance maladie (CNAM) ;
- le contrôleur général économique et financier près l'INRS.

### Sites

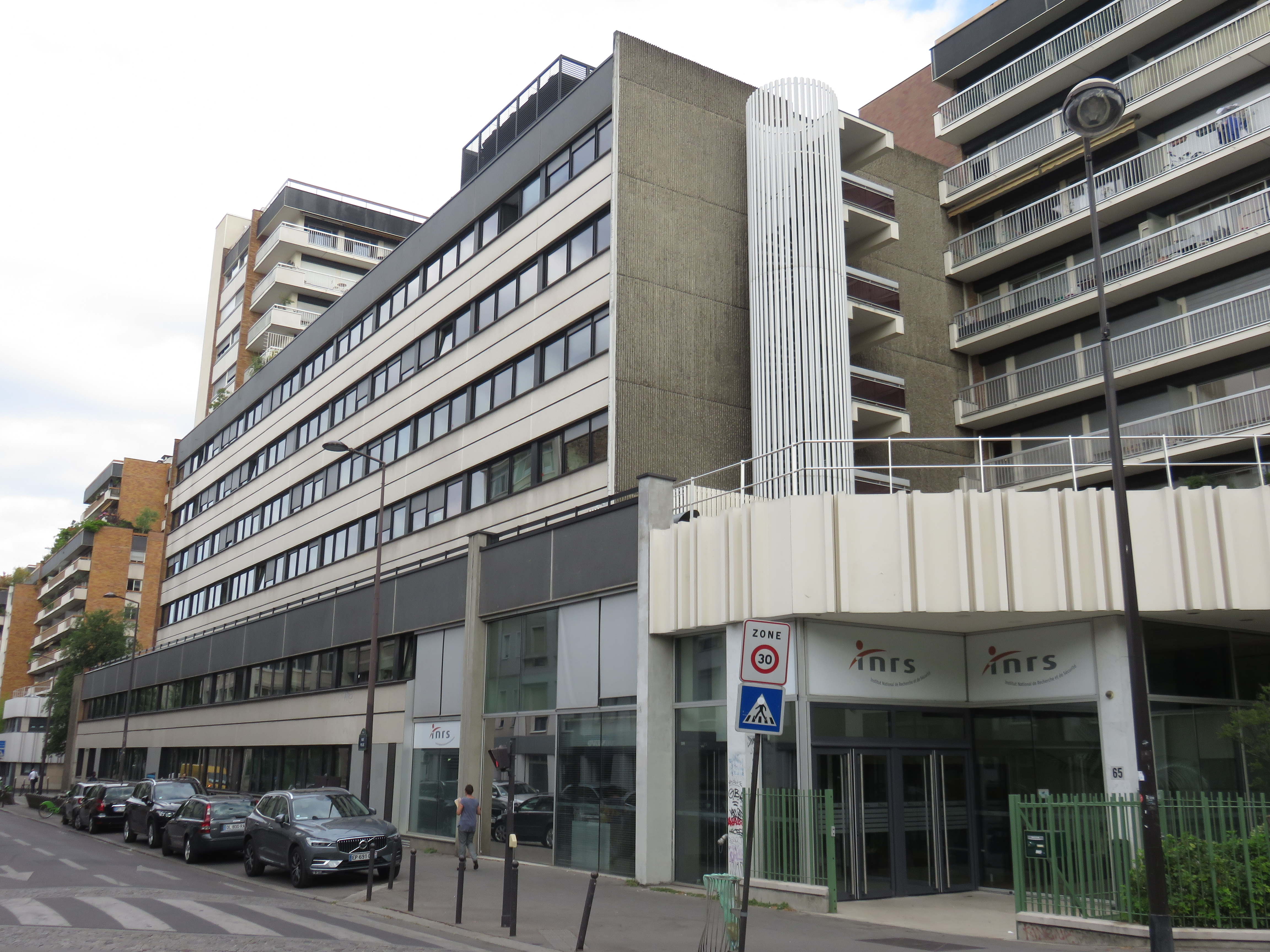
Siège social de l'INRS à Paris en 2018.

L’INRS est réparti sur deux sites. En 2023, il regroupe 580 personnes (209 personnes à Paris et 371 en Lorraine), qui ont diverses fonctions : ingénieurs, médecins, chercheurs, chimistes, ergonomes, psychologues, formateurs, économistes, juristes, spécialistes de l’information, etc.

## Mission
Depuis 1947, l’INRS (autrefois INS pour Institut National de Sécurité) contribue à la prévention des risques professionnels. Axé dans un premier temps sur le recueil et la diffusion d’information ainsi que sur la formation, l’Institut élargit ses activités à la recherche appliquée à partir de 1968 (date de l’appellation actuelle d’INRS). C’est aujourd’hui un institut pluridisciplinaire au service des professionnels de la prévention, des entreprises et des salariés.
Sa mission est de contribuer à la prévention des accidents du travail et des maladies professionnelles et plus précisément :
- d'identifier les risques professionnels ;
- d'analyser leurs conséquences sur la santé des personnes ;
- de concevoir et promouvoir des solutions de prévention auprès de tous les acteurs de prévention : chefs d'entreprise, salariés, CHSCT/CSE, services de santé au travail, etc.

L'institut contribue à répondre aux défis actuels en matière de santé et sécurité au travail et à anticiper ceux de demain : outre les risques « traditionnels » (bruit, vibrations, produits chimiques dangereux…), il travaille sur les risques liés aux évolutions du travail (stress, épuisement professionnel, lombalgies, troubles musculosquelettiques…) ou aux nouvelles techniques de production (nanomatériaux, traitement des déchets, technologies de l’information et de la communication, industrie du futur, robotisation, secteur de l'aide à la personne…).

## Thématiques de travail
Les domaines de compétences de l’INRS couvrent la plupart des risques liés au travail : les risques physiques (bruits, vibrations, ondes électromagnétiques, etc.), les risques chimiques liés aux substances comme aux procédés (solvants, amiante, poussières, nanoparticules, etc.), les risques biologiques (infectieux, immunoallergiques, etc.), les risques électriques, les risques psychosociaux (stress, harcèlement, violence, épuisement professionnel), etc.
L’INRS travaille[Quand ?] sur 22 thématiques dont cinq prioritaires :
- nanomatériaux manufacturés ;
- organisation, santé et sécurité au travail ;
- risques psychosociaux ;
- troubles musculosquelettiques des membres et du rachis ;
- vieillissement, maintien dans l’emploi et prévention de la désinsertion professionnelle ;
- accidentologie et culture de prévention ;
- aide à la personne ;
- allergies professionnelles ;
- biotechnologies ;
- bruits, vibrations, champs électromagnétiques, optique ;
- conception des équipements, des lieux et des situations de travail ;
- déchets et recyclage ;
- multi-expositions : produits chimiques et bruits ;
- pratiques addictives et travail ;
- prévention des cancers professionnels ;
- rayonnements ionisants ;
- reproduction et travail ;
- risques biologiques ;
- risques chimiques ;
- risques mécaniques et nouvelles technologies pour la prévention d’accidents ;
- risque routier professionnel.

## Modes d'actions
L'INRS fonctionne selon quatre modes d'action : les études et la recherche, l'assistance, la formation et l'information-communication.

### Études et recherche
L’INRS mène des activités de recherche au sein de 25 laboratoires spécialisés visant à améliorer les connaissances en santé et sécurité au travail dans un objectif de prévention.

### Assistance
Les experts de l’INRS assurent une assistance documentaire, juridique, technique et médicale et répondent aux sollicitations émanant de préventeurs d’entreprises, de salariés, de CHSCT/CSE, de services de santé au travail… 
Ils développent également des bases de données, des guides de prévention et des outils pratiques.

### Formation
L'INRS propose des activités de formation à destination des acteurs de prévention et conçoit des dispositifs de formation qui permettent de démultiplier le nombre de personnes formées, par exemple en s'appuyant sur la formation à distance.

### Information
L’institut élabore et diffuse des produits d’information (site web, lettre électronique, revues périodiques, brochures, dépliants, vidéos, affiches, etc.).

## Travaux de prospective
Depuis 2013, l'INRS conduit des travaux de prospective qui visent à prendre en compte les évolutions du monde du travail pour décrire des avenirs possibles et leurs conséquences sur la santé et sécurité au travail. L'objectif est d'identifier des besoins à venir en matière de prévention, d’orienter sa politique à moyen terme et d’identifier des leviers d’action.
Ainsi l'étude « Plateformisation 2027: conséquences de l’ubérisation sur la santé et la sécurité au travail » met en évidence un certain nombre de points de vigilance[évasif] et des opportunités[évasif] en matière de prévention des risques professionnels.

## Relations et partenariats en Europe et à l’international
L'INRS fait partie d’un certain nombre de réseaux sur les plans européen et international :
- PEROSH, Partenariat pour la recherche européenne en sécurité et santé au travail ;
- EUROSHNET ;
- L’ICOH / Commission internationale de santé au travail (CIST) ;
- L’Association internationale de sécurité sociale (AISS).

Afin d’échanger sur les bonnes pratiques de prévention et de développer en commun les connaissances scientifiques et techniques, l’INRS engage des partenariats avec des organismes ou instituts homologues : 
- Institut de recherche Robert-Sauvé en santé et en sécurité du travail (IRSST/ Québec, Canada) ;
- National Institute for Occupational Safety and Health (NIOSH, États-Unis) ;
- Finnish Institute of Occupational Health (FIOH, Finlande) ;
- Institute for Occupational Safety and Health (IFA, Allemagne), etc.

## Prévention et graphisme
Dans le cadre de son rôle de promotion de la prévention des risques professionnels, l'INRS a produit beaucoup d'affiches à destination des ateliers, des usines, des entrepôts, des chantiers et des bureaux. Entre 1949 et 1984, Bernard Chadebec, salarié de l'INRS, a réalisé dans ce cadre une grande quantité d'illustrations humoristiques. En 2017, à l'occasion de ses 70 ans, l'INRS rassemble une sélection d'affiches de sécurité dans une exposition intitulée « La santé et sécurité s'affichent ». Utilisées pour sensibiliser et informer les salariés sur la santé et la sécurité au travail, ces affiches illustrent les grandes évolutions des préoccupations de santé et de sécurité de la société et du monde du travail[réf. souhaitée].

## Polémiques

### Arbre des causes

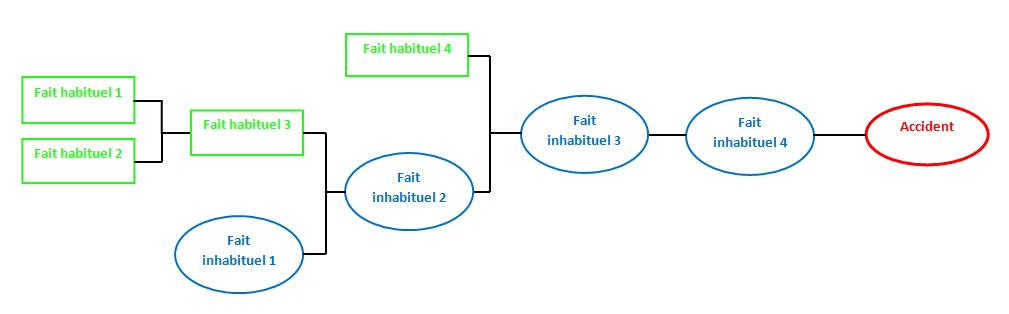
Présentation de l'allure générale d'un arbre des causes.

Au début des années 1970, des chercheurs de l’INRS associés à des universitaires mettent au point l’arbre des causes, une méthode destinée à l’analyse hiérarchique des causes, et applicable aux accidents du travail. En 1976, la direction de l’INRS décide d’imprimer 17 000 exemplaires d’une première brochure dédiée à cette méthode, dans l’objectif de la diffuser très largement aux entreprises françaises. La mention des droits stipule en outre que l’INRS autorise toute copie du document afin de le distribuer plus largement. Dans le même temps, l’INRS affiche sa volonté de créer une rubrique mensuelle intitulée « l’Arbre des causes du mois » dans la revue de l’institut.
Le conseil d’administration paritaire demande alors que la méthode lui soit présentée en détail par les chercheurs, ce qui est fait le 16 juin 1976.
À la suite de cette présentation, le conseil d’administration (CNPF et confédérations syndicales) refuse la diffusion de la méthode et ordonne la destruction des brochures et l’annulation de la rubrique dans la revue. Le patronat considère en effet que l'arbre des causes rompt avec le principe de réparation forfaitaire obérant le droit de poursuivre en justice l'employeur. Sa lecture est que l’analyse des causes ne peut à terme que déboucher sur une multiplication des procès. Le représentant du CNPF déclare en substance « Avec cet outil, vous allez faire mettre en prison tous nos chefs d'entreprise. Ce sera utilisé par les juges et les avocats pour mettre en cause leur responsabilité, nous ne voulons pas de votre méthode… ». On notera qu'à cette époque, un chef d'entreprise avait été inculpé de non-assistance à personne en danger à la suite de deux accidents mortels consécutifs sans que des mesures de prévention aient été prises. Le représentant du syndicat Force Ouvrière va dans le même sens, arguant du fait que des juges allaient se saisir de ces analyses pour imputer la responsabilité pénale de l'accident à des victimes d'accident du travail. Seul le représentant CFDT s'est montré assez favorable à l'arbre des causes : « nous ne partageons pas cet avis, il s'agit à notre sens d'un excellent outil d'analyse dont l'esprit est bien orienté vers l'usage interne dans l'entreprise et de nature à permettre un dialogue entre les parties suite à un accident ». En conséquence, ce délégué s'est abstenu de voter la décision de mise au pilon. Les chercheurs impliqués à l’époque considèrent que les raisons de cette divergence de point de vue du délégué CFDT ne sont pas à rechercher dans une orientation différente de son syndicat, mais dans le fait qu'il s'agit d'un praticien de la prévention, travaillant au quotidien à la compréhension des accidents et à la mise au point de mesures de prévention dans une grande entreprise sidérurgique : « il portait sur l'outil le regard d'un utilisateur potentiel et non d'un politique »,.

### Affaire de l'amiante
Alors que l’amiante est classé cancérogène par le Centre international de recherche sur le cancer (CIRC) depuis 1973, et que de nombreux pays s’orientent vers son interdiction, le directeur général de l'INRS est mis en cause dans la création, en 1982, du Comité permanent amiante (CPA). Cette structure sans statut ni existence juridique, financée par les industriels mais intégrant également des syndicalistes, les pouvoirs publics et des associations de consommateurs, a fortement inspiré la politique française sur l’amiante pendant 25 ans, prônant un « usage contrôlé » au nom de la préservation de l’emploi et retardant son interdiction jusqu'en 1996. Une mission du sénat sur le sujet note qu'« aucune mesure de sécurité au travail n'a été prise, des décennies durant, contre les dangers de cette fibre, pourtant connus avec une précision croissante ».  
À la suite de cette affaire, l’INRS renforce l'indépendance de sa commission scientifique qui assure l’expertise de ses travaux. Celle-ci est chargée d’évaluer la pertinence et la validité des études et des recherches que l’Institut conduit.

### Affaire Cicolella – droit d’expression des lanceurs d’alerte
En avril 1994, André Cicolella, spécialiste reconnu des risques chimiques à l’origine en France de la notion de lanceur d’alerte, a été licencié pour faute grave alors qu’il s’apprêtait à communiquer ses résultats de recherches sur la dangerosité des éthers de glycol.
Le chercheur a dirigé une unité d'évaluation du risque chimique de l’INRS. Formé dans l’institut américain homologue de l’INRS en 1993, il a voulu transférer en France les connaissances apprises dans cet institut, considéré à l’époque comme la référence mondiale. Il s’agissait en particulier de méthodes d’évaluation des risques considérées comme innovantes. André Cicolella programme en 1994 avec l’accord de son employeur un premier symposium international en France au cours duquel il souhaite présenter ses travaux. En avril, à la suite d'une dissension avec sa hiérarchie, il fait l’objet d'une procédure de licenciement pour insubordination et faute lourde. L’INRS décide dans la foulée d’annuler le symposium dont il devait assurer la présidence. À la suite des protestations de la communauté scientifique internationale, l’INRS revient sur sa décision d’annulation et la manifestation scientifique a bien lieu en Lorraine, mais sous présidence américaine et non française. Le licenciement est cependant confirmé. À la suite d'une décision du tribunal en référé, André Cicolella peut assister au symposium malgré les interdictions formulées par l’INRS, sans toutefois pouvoir présenter son travail.
Deux publications de la revue Science considèrent que la façon dont il a été traité par l’INRS contrevient à toute règle d’éthique scientifique,
Les tribunaux considèrent par la suite que le licenciement était injustifié. En 2000, à la suite de ce litige et en confirmation d'un jugement antérieur de la Cour d'appel de Nancy, la Cour de cassation élabore une première jurisprudence sur la protection des lanceurs d'alerte: « l'employeur devait exercer son pouvoir hiérarchique dans le respect des responsabilités confiées à l'intéressé et de l'indépendance due aux chercheurs ; [qu'] il devait respecter les procédures de concertation et [qu']il ne devait pas imposer une rencontre avec une autre équipe que le salarié pouvait considérer comme prématurée et de nature à compromettre le déroulement du symposium ».

### Sources primaires (inrs)
1. ↑  « Conseil d'administration de l'INRS », sur inrs.fr (consulté le 12 juillet 2018)
2. ↑  « Rapport " Etudes & Recherche " 2016-2017 », sur inrs.fr (consulté le 16 juillet 2018).
3. ↑  « Formations et stages - Services aux entreprises », sur inrs.fr (consulté le 16 juillet 2018).